# Pierre Réal
Pierre Réal, né le 9 juin 1922 à Grenoble et mort le 13 décembre 2009 à Caluire-et-Cuire, est un entomologiste français.
Il est spécialisé dans les lépidoptères.
Il est professeur à la faculté de Besançon.

## Publications
Son travail le plus connu est le livre qu'il a écrit avec Le Moult sur le genre Morpho, publié en supplément à la revue Novitates Entomologicae.
Parmi ses autres publications on peut citer :
- Les lépidoptères rhopalocères du Vercors et du Sud-Ouest de Grenoble, 1945-1946. Bulletin de la Société Linnéenne de Lyon, 14(5), 14(10) & 15(1-2)
- Famille des Gracillaridae (= Lithocolletidae) avec A. S. Balachowsky, 1972. in: Entomologie appliquée à l'agriculture, 2 (Lépidoptères), pp. 309–335
- Les lépidoptères holarctiques des tourbières jurassiennes françaises et leur signification biogéographique, Comptes rendus de l'Académie des Sciences, Paris, 1975, pp. 1611–1614

Une liste de 29 autres travaux est donnée par J. C. Robert.

## Genres, espèces et variétés décrits
- Anoplocnephasia, 1953[5]
- Brachycnephasia, 1953[6]
- Cnephasia alternella interjunctana, 1953[7]
- Cnephasia alternella parvana, 1953[7]
- Cnephasia alternella peyerimhoffi, 1953[7]
- Cnephasia alternella pseudochrysantheana, 1953[7]
- Cnephasia alternella rectilinea, 1953[7]
- Cnephasia alternella siennicolor, 1953[7]
- Cnephasia alternella vulgaris, 1953[7]
- Cnephasia alticola decaryi, 1953[8]
- Cnephasia alticola juncta, 1953[8]
- Cnephasia bizensis, 1953[9]
- Cnephasia canescana griseana, 1953[10]
- Cnephasia canescana grisescana, 1953[11]
- Cnephasia canescana montserrati, 1953[12]
- Cnephasia canescana venansoni, 1953[12]
- Cnephasia communana caprionica', 1953[8]
- Cnephasia communana lucia', 1953[8]
- Cnephasia communana pseudorthoxyana, 1953[8]
- Cnephasia communana seminigra, 1953[8]
- Cnephasia conspersana albicans, 1953[9]
- Cnephasia conspersana gallicana, 1953[9]
- Cnephasia conspersana pseudoalternella, 1953[8]
- Cnephasia cottiana buvati, 1953[12]
- Cnephasia cottiana pyrenaea, 1953[12]
- Cnephasia ecullyana, 1951[13]
- Cnephasia incanana infuscata, 1953[14]
- Cnephasia interjecta confluens, 1952[15]
- Cnephasia interjecta mediocris, 1953[8]
- Cnephasia joannisis dumonti, 1953[12]
- Cnephasia legrandi, 1953[12]
- Cnephasia longana minor, 1953[9]
- Cnephasia obsoletana algerana, 1953[10]
- Cnephasia obsoletana cleuana, 1952[16]
- Cnephasia obsoletana pseudotypica, 1952[17]
- Cnephasia orthoxyana, 1951[18]
- Cnephasia orthoxyana confluentana, 1951[19]
- Cnephasia orthoxyana reducta, 1951[19]
- Cnephasia orthoxyana styx, 1951[19]
- Cnephasia osseana alpicola, 1953[11]
- Cnephasia osseana alpicolana, 1953[10]
- Cnephasia osseana borreoni, 1953[11]
- Cnephasia osseana pratana, 1953[11]
- Cnephasia osseana pseudolongana, 1953[11]
- Cnephasia osseana solfatarana, 1953[11]
- Cnephasia pascuana pseudocommuana, 1953[6]
- Cnephasia penziana alpestris, 1953[14]
- Cnephasia penziana clarana, 1953[20]
- Cnephasia penziana livonica, 1953[21]
- Cnephasia rielana', 1951[22]
- Cnephasia sedana mediterranea, 1953[10]
- Cnephasia sedana meridionalis, 1952[23]
- Cnephasia wilkinsoni', 1952[23]
- Cnephasia wilkinsoni directana, 1953[7]
- Coccidiphila charlierella, 1988[24]
- Eana cyanescana, 1953[14]
- Eana filipjevi, 1953[11]
- Eana viardi, 1953[14]
- Hypostephanuncia, 1951[25]
- Leptidea lorkovicci, 1988[26], devenu Leptidea reali Reissinger, 1989
- Micopterix liogierella, 1988[27],[28]
- Micopterix vallebonella, 1988[27]

## Espèce nommée d'après lui
- Leptidea reali Reissinger, 1989[29],[30]